# 新加坡地理極點

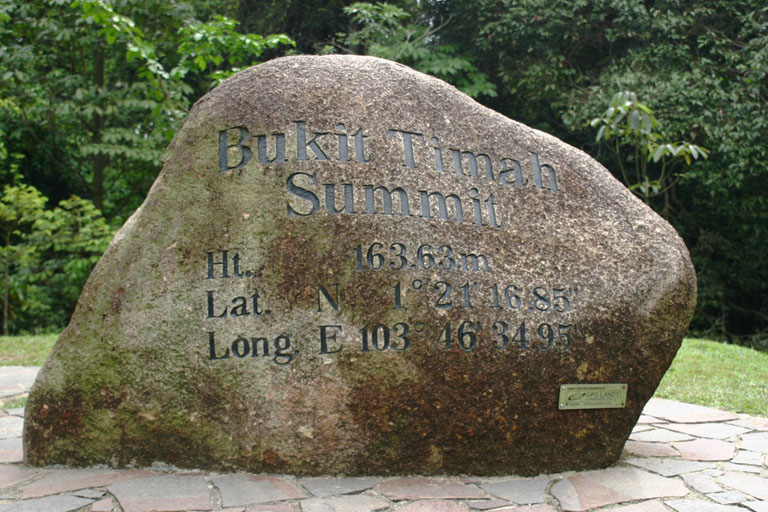
新加坡海拔最高点——武吉知马山顶

以下为新加坡的地理极点列表。

## 地理极点
- 最高点：武吉知马山，海拔高度163.63米
- 最低点：新加坡海峡，海拔高度0米
- 本岛之地理中心：位于麦里芝蓄水池与贝雅士蓄水池上段之间

## 全国四至

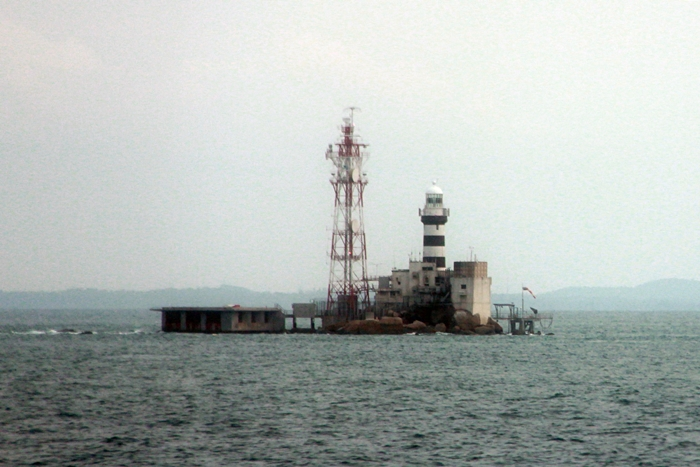
新加坡最东端——白礁

- 最北端：三巴旺海岸（1°28'14" N）1°28′14″N 103°49′2″E / 1.47056°N 103.81722°E
- 最南端：沙都姆岛（1.1594868, 103.7406081）
- 最西端：大士
- 最东端：白礁（1.3304872, 104.4061449）

## 本岛四至
- 最北端：三巴旺海岸（1°28'14" N）1°28′14″N 103°49′2″E / 1.47056°N 103.81722°E
- 最南端：大士
- 最西端：大士
- 最东端：樟宜湾

## 住宅区

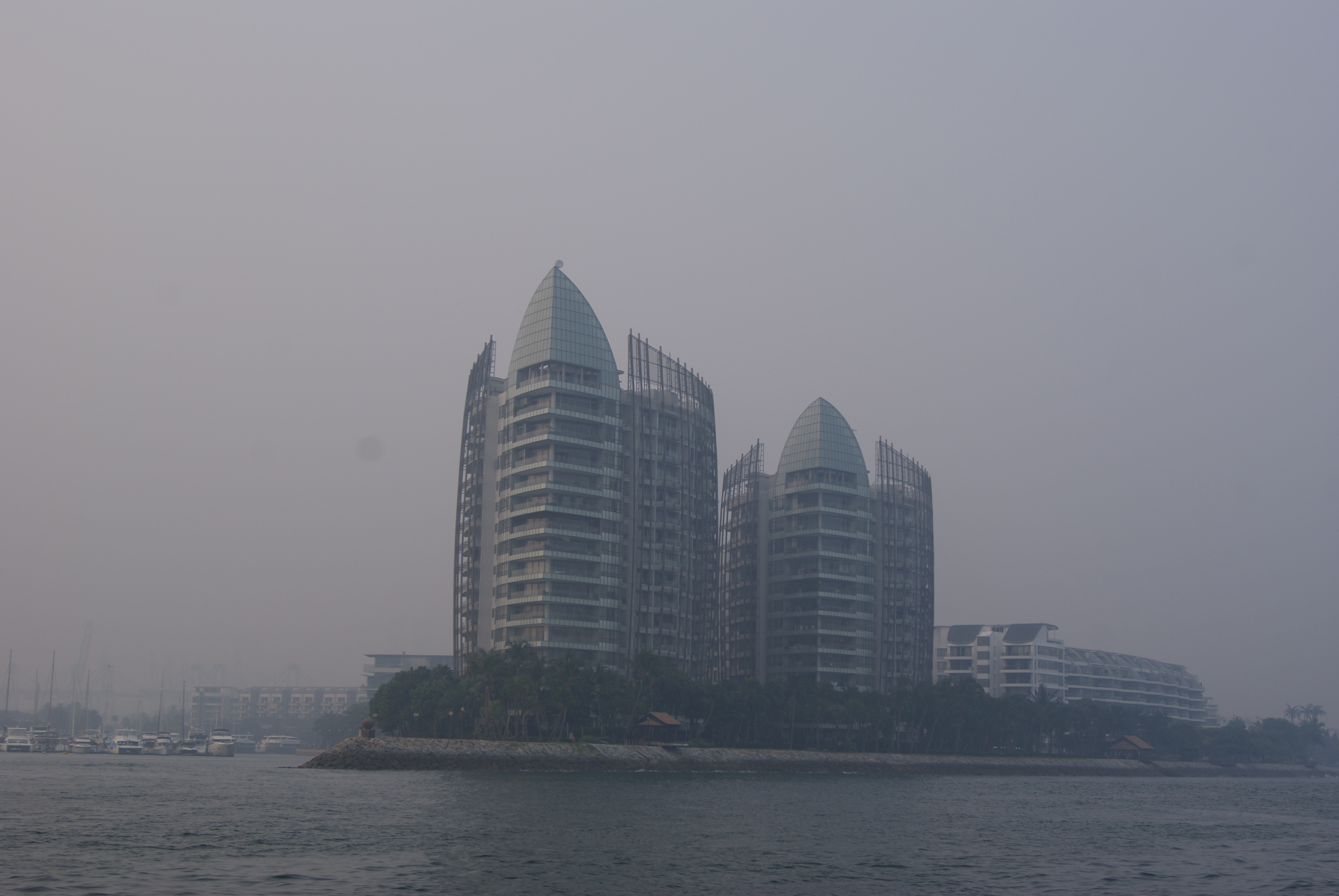
烟霾笼罩之下的升涛湾住宅区

- 最北：三巴旺
- 最南：升涛湾（位于圣淘沙岛内的住宅区）
- 最西：裕廊西
- 最东：樟宜村

## 交通设施

### 地铁四至
- 最北： TE1  兀兰北地铁站（1.4490508, 103.8200461）
- 最南： NE1  CC29  港湾地铁站（1.2653894, 103.8215302）
- 最西： EW33  大士连路地铁站（1.3408824, 103.6369914）
- 最东： CG2  樟宜机场地铁站（1.3574790, 103.9878836）

### 巴士总站
- 最北：三巴旺巴士转换站（1.4477755, 103.8195531）
- 最南：海滩站巴士终点站
- 最西：大士巴士终站（1.3416562, 103.6393400）
- 最东：樟宜机场PTB1、2和3巴士总站